# Maison « Le Paraïs »
La maison « Lou Paraïs » est une maison du XVIIIe siècle de Manosque dans les Alpes-de-Haute-Provence où vécut l'écrivain provençal Jean Giono (1895-1970) de 1929 à sa disparition en 1970 et où il créa une grande partie de son œuvre. La maison, son jardin et le chemin qui y mène sont inscrits aux monuments historiques depuis le 1er mars 1996. La maison est labellisée Maisons des Illustres par le ministre de la Culture Frédéric Mitterrand et label « Patrimoine du XXe siècle ».

## Historique
En 1929, grâce au grand succès de son premier roman Colline, Jean Giono achète cette maison et son jardin au lieu-dit « Lou Paraïs » sur le flanc sud du mont d'Or qui domine Manosque (où il est né). Il s'en éloigne très peu et y mène une vie simple avec son épouse Élise et ses deux filles Aline et Sylvie.
Le jardin méditerranéen, qu'il rénove et transforme au cours du temps, est une oasis de verdure avec palmier, laurier, abricotier, kaki, vignes, bassin, fontaine...
Il y reçoit beaucoup d'amis dont les peintres Bernard Buffet et Lucien Jacques et l’écrivain André Gide.
La villa, inhabitée, est le siège de l'association les « Amis de Jean Giono » (fondée en 1972 par Henri Fluchère et Aline Giono). Des visites guidées sont offertes au public.